# التولي
التولي هو فرع من فروع الدين لدى المسلمين الشيعة.
حيث أن العقيدة لدى الشيعة تنقسم على أصول خمس وفروع عشر
والتولي كلمة تعنى الموالاة ويقصد بهذا موالاة المعصومين وأولياء الله. وتستعمل كلمة: التولي في مقابل كلمة: التبري، وأحيانا تستعمل الكلمتان معا فيقال: التولي والتبري. وفي مصطلح أهل السنة والجماعة تستعمل قريبا من ذلك كلمتي: الولاء والبراء.

## معنى التولي في اللغة
إن «الولاية» و «التولّي» و«الموالاة» كلها من أصل واحد. والولاية هي النصرة والمحبة والإكرام والاحترام والكون مع المحبوبين ظاهراً وباطناً. والموالاة هو اتخاذ المولى. أما التولي فهو الموالاة المطلقة أي بمعنى تقديم كامل المحبة والنصرة للمُتولىَّ واتباع نهجه وسيرته.

## التولي والموالاة في القران
لقد ذكرت الموالاة والتولي في القران بمعان عديدة ومنها:
- قوله تعالى: ﴿يَا أَيُّهَا الَّذِينَ آمَنُوا لَا تَتَّخِذُوا الْيَهُودَ وَالنَّصَارَى أَوْلِيَاءَ بَعْضُهُمْ أَوْلِيَاءُ بَعْضٍ وَمَنْ يَتَوَلَّهُمْ مِنْكُمْ فَإِنَّهُ مِنْهُمْ إِنَّ اللَّهَ لَا يَهْدِي الْقَوْمَ الظَّالِمِينَ ۝٥١﴾ [المائدة:51] والموالاة هنا هو اتخاذ اليهود والنصارى حلفاء
- ﴿اللَّهُ وَلِيُّ الَّذِينَ آمَنُوا يُخْرِجُهُمْ مِنَ الظُّلُمَاتِ إِلَى النُّورِ وَالَّذِينَ كَفَرُوا أَوْلِيَاؤُهُمُ الطَّاغُوتُ يُخْرِجُونَهُمْ مِنَ النُّورِ إِلَى الظُّلُمَاتِ أُولَئِكَ أَصْحَابُ النَّارِ هُمْ فِيهَا خَالِدُونَ ۝٢٥٧﴾ [البقرة:257] ومعنى التولي هنا هو الولاء الكامل للرب وتوكيل الامر له والموالاة للرب هو الإقرار بالربوبية والطاعة والاستجابة لكل الاوامر والولي هو المسؤول والمدبر والوكيل والذي ترجع إليه الامور والمفوض إليه كل شيء
- قال تعالى: ﴿وَإِذَا تَوَلَّى سَعَى فِي الْأَرْضِ لِيُفْسِدَ فِيهَا وَيُهْلِكَ الْحَرْثَ وَالنَّسْلَ وَاللَّهُ لَا يُحِبُّ الْفَسَادَ ۝٢٠٥﴾ [البقرة:205] ومعنى تولى هنا هو الهم في الإفساد وطاعة المعصية تولي لها وهي تُمثل طاعة الشيطان
- قال تعالى: ﴿عَبَسَ وَتَوَلَّى ۝١﴾ [عبس:1] ومعنى تولى هنا هو لمن اعرض ودار ظهره وهو نوع من التكبر والغرور أو الجحد، (وَلَّى): وَلَّى فُلَانٌ يُوَلِّي تَوْلِيَةً؛ إِذَا أَعْطَاهُ ظَهْرَهُ. وَمِنْهُ: وَلَّى فُلَانٌ عَنِ الشَّيْءِ؛ إِذَا نَأَى عَنْهُ. وَوَلَّى فُلَانٌ عَن فُلَانٍ بِوُدِّهِ؛ إِذَا تَغَيَّرَ عَلَيْهِ.
- قال تعالى: ﴿وَأَلْقِ عَصَاكَ فَلَمَّا رَآهَا تَهْتَزُّ كَأَنَّهَا جَانٌّ وَلَّى مُدْبِرًا وَلَمْ يُعَقِّبْ يَا مُوسَى لَا تَخَفْ إِنِّي لَا يَخَافُ لَدَيَّ الْمُرْسَلُونَ ۝١٠﴾ [النمل:10] ومعنى ولى مدبرا هنا أي هرب وسارع في الهروب
- قال تعالى: ﴿إِنَّمَا وَلِيُّكُمُ اللَّهُ وَرَسُولُهُ وَالَّذِينَ آمَنُوا الَّذِينَ يُقِيمُونَ الصَّلَاةَ وَيُؤْتُونَ الزَّكَاةَ وَهُمْ رَاكِعُونَ ۝٥٥ وَمَنْ يَتَوَلَّ اللَّهَ وَرَسُولَهُ وَالَّذِينَ آمَنُوا فَإِنَّ حِزْبَ اللَّهِ هُمُ الْغَالِبُونَ ۝٥٦﴾ [المائدة:55–56] والموالاة هنا الطاعة والنصرة والاتباع والامتثال للاوامر والنواهي.

## التولي عند الشيعة
يعد التولي من فروع الدين عند الشيعة ومن الواجبات العملية لديهم. وهي دالّة على الالتحام المنهجي والفكري والسياسي للإنسان المسلم في كافة الميادين مع القادة الربّانييّن والأئمّة. فإنهم يرون انه يجب على كلّ مسلم بالغ عاقل أن يتّخذ اللَّه ورسوله والإمام وليّاً له، ويتقرّب إليهم بالطاعة والتقوى‌ والعمل الصالح، ويربط نفسه وحياته بهم ويتولّاهم. وإنّ ذلک من أجر الرسالة المحمّدية. حيث جاء في القرآن في سورة الشورى:﴿ذَلِكَ الَّذِي يُبَشِّرُ اللَّهُ عِبَادَهُ الَّذِينَ آمَنُوا وَعَمِلُوا الصَّالِحَاتِ قُلْ لَا أَسْأَلُكُمْ عَلَيْهِ أَجْرًا إِلَّا الْمَوَدَّةَ فِي الْقُرْبَى وَمَنْ يَقْتَرِفْ حَسَنَةً نَزِدْ لَهُ فِيهَا حُسْنًا إِنَّ اللَّهَ غَفُورٌ شَكُورٌ ۝٢٣﴾ [الشورى:23]
فإن التولّي لرسول الله وأهل بيته ومودّتهم ومحبّتهم هو تلكيف إلهي، وإن ولائهم هو الولاء للإسلام والرسالة وهو امان من الانحراف واتباع الهوى. فهو عنصر هام ومقوم أساسي للإيمان وعمل مساهم في ترسيخ العقيدة لا عند حد الشعار والقول فقط، بل في السلوك والعمل.

## من مصاديق التولي

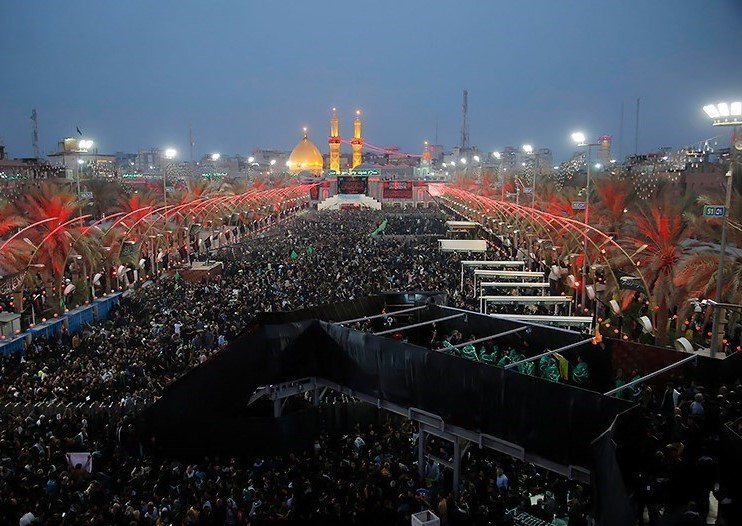
تعد زيارة قبور الأئمة من مصاديق التولي عند الشيعة

ترى الشيعة أنه من مصاديق التولي لاهل البيت هي: التشرف بأعتابهم وزيارة مشاهدهم ومراقدم، وإحياء أمرهم، وتوقيرهم ومحبّتهم، وإظهار الحزن لأحزانهم والفرح لأفراحهم.
ولذلك يهتم الشيعة بزيارة قبور أهل البيت وان زيارتهم تعبّر عن عمق الحب والولاء الذي يكنّه الشيعة لأهل البيت. وقد أكدت رواياتهم على الثواب المترتب على هذا العمل.
كما ان اقامة المجالس لإحياء أمر أهل البيت وإظهار الحزن لأحزانهم والفرح لأفراحهم أيضا تعد من مصاديق التولي. ومن أهم هذه المجالس هي مجالس العزاء والمآتم الحسينية التي تقام لاحياء امر الإمام الحسين وواقعة الطف، وقد أكد ائمتهم على ذلك على أنه احياء لدين الله وهو عبادة عظيمة جداً.
وقد يكون احياء ذكره ومظلوميته عن طريق مشاعر الحماس والحزن والبكاء والحداد.